# Hygrophila floribunda
Hygrophila floribunda är en akantusväxtart som beskrevs av Robert Brown. Hygrophila floribunda ingår i släktet Hygrophila och familjen akantusväxter.

## Underarter
Arten delas in i följande underarter:
- H. f. canescens
- H. f. cinerea
- H. f. distans
- H. f. suaveolens
- H. f. varia
- H. f. velutina
- H. f. yorkensis